# Ale Yarok
 (novembre 2020).
 (novembre 2020).
Si vous disposez d'ouvrages ou d'articles de référence ou si vous connaissez des sites web de qualité traitant du thème abordé ici, merci de compléter l'article en donnant les références utiles à sa vérifiabilité et en les liant à la section « Notes et références ».
Ale Yarok (עלה ירוק, Feuille Verte) est un parti politique libéral israélien. Le parti est connu surtout pour son soutien pour la légalisation de l’usage du cannabis, mais il propose une plateforme politique libérale dans de nombreux domaines, comme l’imposition, le commerce, le libre-échange, le service militaire, l’éducation, la baisse de la dette nationale, etc.
Le parti s’est présenté quatre fois aux élections législatives, sans parvenir à passer le seuil électoral.

## Programme
Dans le domaine de l’éducation, « Feuille verte » soutient le concept du « chèque-éducation », qui permet aux parents de choisir librement l’éducation de leurs enfants ; « Feuille verte » soutient aussi la séparation entre la religion et l’État ainsi que la limitation de la durée du service militaire.
Le parti se concentre surtout sur des questions socio-économiques et considère la division gauche-droite, qui se concentre en Israël autour de questions de sécurité, comme étant anachronique, tout en soutenant l’appel au référendum pour légitimer tout accord de paix ainsi qu’une politique active de défense du territoire national.

## Résultats électoraux
Aux élections du 28 janvier 2003, il a reçu 37 855 voix, soit 1,2 %. Le pourcentage minimum pour la représentation à la Knesset étant de 1,5 % (47 226 voix dans cette élection), il n'est actuellement pas représenté au parlement israélien. Le seuil pour la représentation au parlement a été augmenté depuis à 2 %.
Le 16 novembre 2012, « Feuille verte » a annoncé qu’elle s’unifiait avec la « Liste libérale » sous la direction de Yaron Lerman et qu’elle se présentera aux élections avec Lerman comme numéro 1 et Liora Gelber comme numéro 2 sous le nom de « Feuille verte – La Liste libéral ». Le reste de la liste sera composé de membres de la « Liste libérale »

### Récapitulatif des résultats
- 1999 : 1.00%
- 2003 : 1.20%
- 2006 : 1.29%
- 2009 : 0.39%
- 2013 : 1.15%
- 2015 : 1.12%